# Quadrupel

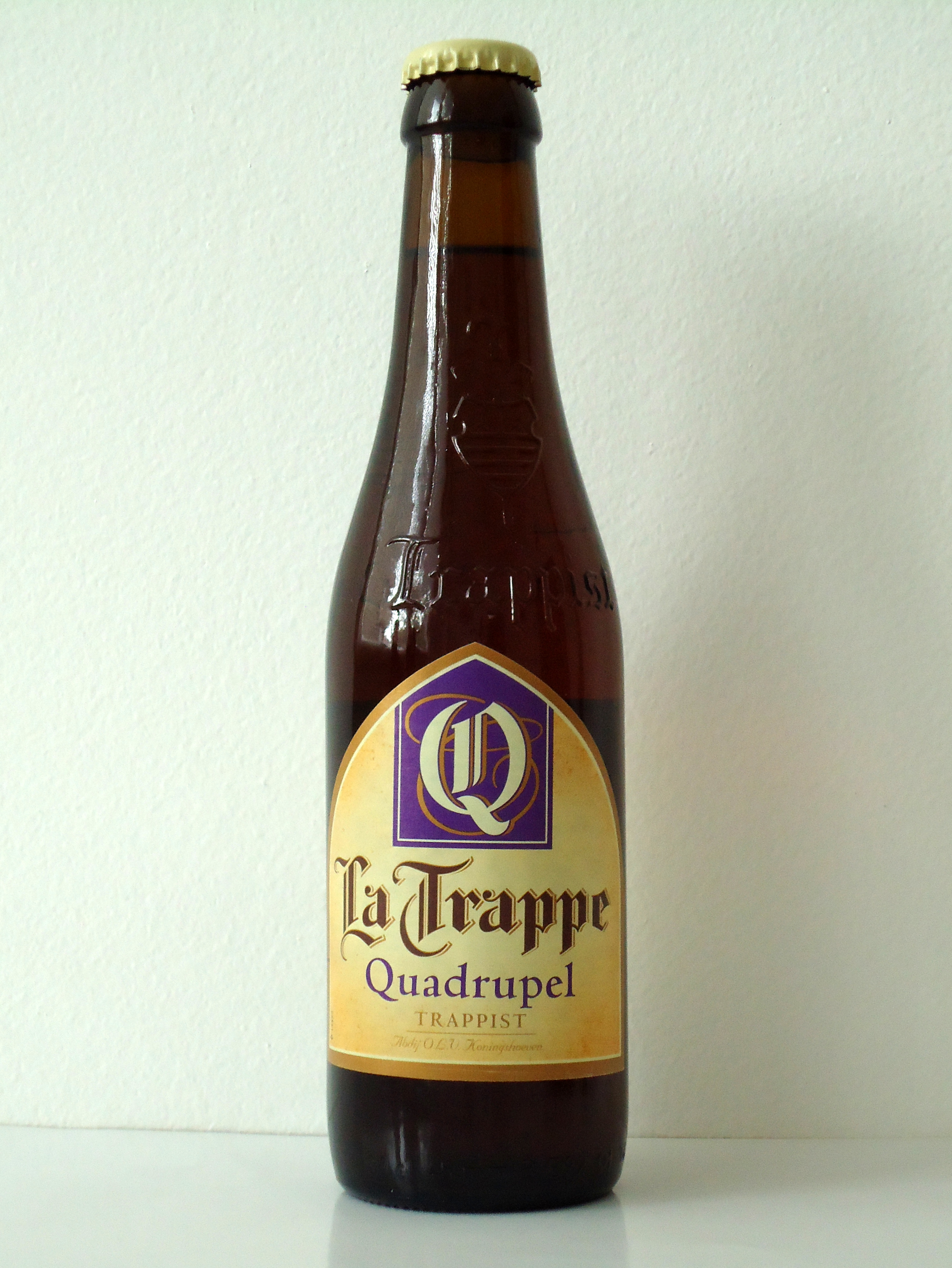
Botella de La Trappe Quadrupel.

Una quadrupel o cuádruple es un estilo de cerveza más fuerte que una triple, con 10 % o más de alcohol por volumen. Aparte de esto, hay poco acuerdo las características que debe cumplir el estilo cuádruple. El escritor de cerveza Tim Webb señala que cervezas similares son también llamadas Grand Cru en Bélgica.
Quadrupel es el nombre de marca de una cerveza estacional de gran graduación llamada La Trappe Quadrupel elaborada por De Koningshoeven en Países Bajos, una de las cinco abadías trapistas fuera de Bélgica (las otras son la abadía de Engelszell en Austria, la abadía de San José en Estados Unidos, Tre Fontane en Italia, y Zundert de la abadía de Maria Toevlucht en los Países Bajos).

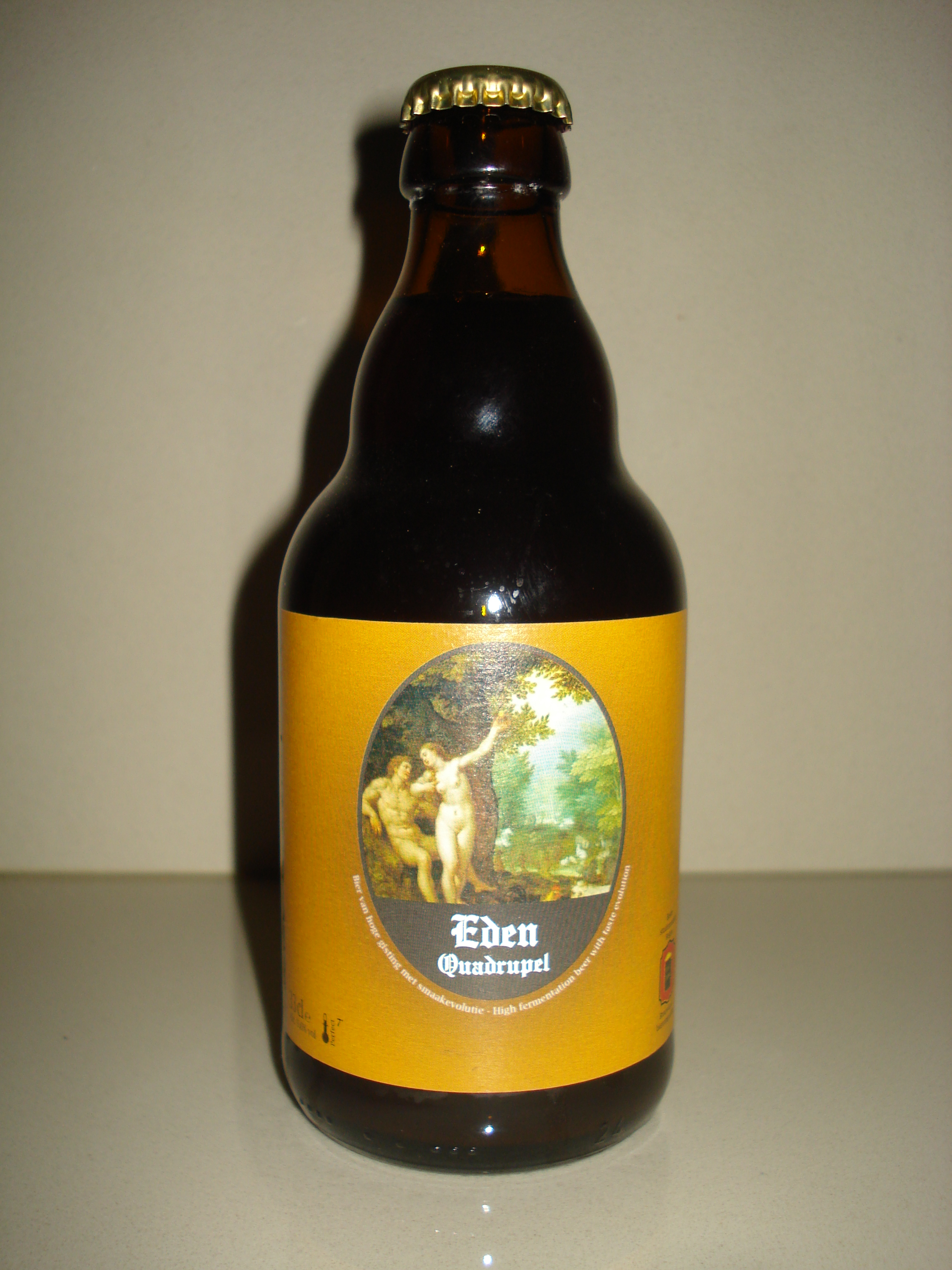
Botella de quadrupel elaborada en Australia.

En otros países, particularmente los Estados Unidos, quadrupel o quad ha devenido una marca genérica. El término puede hacer referencia a un estilo especialmente fuerte de oscuro de ale, caracterizada por un sabor especiado y a fruta madura.